# ルクセンブルク・フラン
ルクセンブルク・フラン（フランス語：franc Luxembourgeois, ドイツ語：Luxemburgischer Franc, Luxemburger Franken, ルクセンブルク語：Lëtzebuerger Frang）は、1854年から1999年（1941年から1944年を除く）にかけて使用されていたルクセンブルクの通貨。硬貨・紙幣はユーロに切り替えられる2002年まで流通していた。1999年から2002年の間はユーロ硬貨・紙幣が発行されておらず、フランはユーロに対して1ユーロ=40.3399フランで計算されていた。またフランの1⁄100の補助単位としてサンチーム（フランス語：centime, ドイツ語：Cent）が使われていた。
1999年から2001年まで「義務・禁則なし」の原則のもと、金銭上の取引はユーロやフランで行われていたが、現金での支払いはユーロ紙幣・硬貨が発行されていなかったためフランで行われていた。

## 歴史
革命とナポレオン期のフランスが西ヨーロッパの大部分を占めたことにより、フランス・フランがこの地域で広まっていき、それにはルクセンブルクも含まれていた。その後1815年にネーデルラント連合王国に加わると、ルクセンブルクではオランダ・ギルダーが通貨となった。ベルギーがネーデルラントから独立したことを受けて、1839年にベルギー・フランがルクセンブルクにおいて導入され、その後1842年に流通が停止されるが、1848年から再びベルギー・フランが使用されるようになった。1842年から1848年にかけてはルクセンブルクがドイツ関税同盟に加わったことからプロイセン・ターラーが使用された。
1854年、ルクセンブルクはベルギー・フランと等価である独自のフラン通貨の発行を開始した。ルクセンブルク・フランは1865年にベルギー・フランと合わせる形でラテン通貨同盟に加わった。1926年にベルギーがラテン通貨同盟から脱退するが、1921年のベルギー・ルクセンブルク通貨同盟は維持され、1932年のベルギー・ルクセンブルク経済同盟の基礎となった。1935年、ルクセンブルク・フランとベルギー・フランとの交換比率が改定され、1ルクセンブルク・フラン=1+1⁄4ベルギー・フランとされた。
1940年5月、4フラン=1ライヒスマルクで固定され、同年7月には10フラン=1ライヒスマルクとされた。1940年8月26日、ルクセンブルクにおける法定通貨にライヒスマルクを加えることが発表され、1941年1月20日にはライヒスマルクが唯一の法定通貨とされたことを受けてフランは廃止された。1944年にルクセンブルク・フランが復活し、ベルギー・フランとのあいだで再び1:1での交換比率で固定された。
1999年1月1日、ルクセンブルク・フランは1ユーロ=40.3399フランで固定された。2002年1月1日にはユーロ硬貨・紙幣が導入され、従来のフラン硬貨・紙幣については同年2月28日に法的効力が消滅した。

## ベルギー・フランの使用
ルクセンブルク・フラン初の硬貨は1854年に、2+1⁄2, 5, 10サンチームの額面で発行された。1901年、5サンチーム、10サンチーム銅貨が白銅貨に切り替えられた。1915年から1916年にかけて、5, 10, 25サンチーム銅貨がドイツの占領軍によって発行されたが、第一次世界大戦の1924年には戦前の白銅貨と同じ額面の鉄貨が、1フラン、2フランニッケル貨と同時に発行された。フラン硬貨には "Bon Pour" と刻まれており、つまりこの硬貨は1フラン（2フラン）の価値があるということを示している。この文言は同時期のフランス・フランやベルギー・フランにも見られる。
1929年、ルクセンブルクは18世紀末以降で初となる銀貨として5フランと10フラン硬貨を発行する。1930年には従来のものより小さい5フラン、10フランと25サンチーム銅貨、50サンチームニッケル貨を導入する。第二次世界大戦前で最後に発行された硬貨は白銅の25サンチームと1フラン硬貨で、それぞれ1938年と1939年に発行された。
戦後初めて発行された硬貨は1946年に導入された25サンチーム銅貨と1フラン白銅貨であった。これらに続いて1949年には5フランニッケル貨が発行された。1950年に導入されたベルギーの1フラン硬貨に合わせるために、1952年にルクセンブルクの1フラン硬貨の寸法が小さくなった。この変更以降、すべての新しいルクセンブルクの硬貨の寸法と材料の配合は、1964年に導入されたベルギーの25サンチーム硬貨を除いて、ベルギー・フランの同額面のものと統一された。1971年には10フランニッケル貨が導入され、その後1980年に20フラン銅貨、1987年に50フランニッケル貨が導入された。

## 紙幣
第一次世界大戦前、紙幣はルクセンブルク国際銀行と国立銀行によって、それもターラー、マルクときおりフランの単位で発行されており、1フラン=80プフェニヒ（相対的な金本位では1フラン=81プフェニヒ）の交換比率とされ、2通貨での紙幣とされた。
1914年に財務省紙幣が発行された。最初の版ではフランとマルクの両方が記載されていたが、ドイツの通貨単位が記載されたルクセンブルクの紙幣はこの版のみで、このとき発行された額面は1, 2, 5, 25, 125フラン（80プフェニヒ、1.6, 4, 20, 100マルク）だった。1919年、財務省紙幣の第2版が発行され、このとき50サンチームと500フラン紙幣が導入された。1923年にはルクセンブルク国際銀行が1980年代まで使用される複数ある種類の中でも最初の100フラン紙幣を発行した。1932年には50フラン紙幣が、1940年には1000フラン紙幣が導入された。
1944年にドイツから解放されたことによりフランが復活し、そのさいに5, 10, 20, 50, 100フランの新しい紙幣が導入された。1949年に5フランが、1971年に10フランが、1980年に20フランが、1987年に50フランがそれぞれ紙幣から硬貨に切り替えられた。
1985年、ルクセンブルク通貨機構はそれまで政府が行ってきた紙幣の発行を引き継ぎ、第二次世界大戦後初となる1000フラン紙幣を発行した。その後100フラン紙幣を1986年に、5000フラン紙幣を1993年に発行した。